# Paul Allender
Paul Allender  (Colchester, Essex, Engeland, 17 november 1970) is een gitarist en componist. Hij verwierf vooral bekendheid met de Britse metalband Cradle of Filth, waar hij de belangrijkste componist van was. In april 2014 besloot hij Cradle of Filth te verlaten om zich volledig te richten op zijn nieuwe band White Empress. Allender woont sinds 2012 in de Verenigde Staten.

## Vechtsport
Allender komt op zesjarige leeftijd door zijn vader in aanraking met diverse Oosterse krijgssporten. Naar eigen zeggen heeft dit altijd een belangrijke rol in zijn leven gespeeld. In zijn jeugd was zijn inzet in de sport de reden dat hij aanvankelijk moeizaam vorderingen op de gitaar maakte, omdat sport voor hem op de eerste plaats kwam. Hij is nog altijd een fervent beoefenaar van diverse Oosterse vechtsporten.

## Begin als gitarist
Allender krijgt op zijn veertiende zijn eerste gitaar. Met wisselende inzet leert hij gitaar spelen, tot hij op zijn negentiende in zijn eerste band stapt. Hij begint met het coveren van deathmetalnummers. Vanaf dat moment jaagt hij een carrière als muzikant na.

## Cradle of Filth
In 1991 voegt hij zich bij Cradle of Filth en schrijft hij mee aan een belangrijk aantal nummers op het debuutalbum ‘The Principle Of Evil Made Flesh’, uit 1994. Daarvoor had hij al de demo’s ‘A Pungent and Sexual Miasma’ (1992) en ‘Total Fucking Darkness’ (1993) opgenomen. Op dit album valt Cradle of Filth op door meerdere stijlen te combineren, waarmee ze als een van de eerste bands ter wereld blackmetal toegankelijk maakt voor een groter publiek. Naast symfonische black metal zijn er ook duidelijke invloeden te horen uit death metal, gothic metal, thrashmetal en punkrock.

## The Blood Divine en Primary Slave
In 1994 verlaat Allender Cradle of Filth om zich te voegen bij doommetalband The Blood Divine. (onder de naam Paul “PJ” Allender). In deze band heeft hij gezelschap van voormalig Cradle of Filth-leden Paul Ryan (gitaar), Benjamin Ryan (toetsen), William Sarginson (drums) en Darren White, die eveneens bekend is als de zanger van Anathema. Na een paar jaar valt The Blood Divine door uitblijvend succes uiteen.
Inmiddels heeft Allender zich bij de deathmetalband Vomitorium gevoegd, met de leden van de band The Tragedians. Met deze band zou Allender nooit een opname maken.
Op dat moment heeft hij zich ook al gevoegd bij de industrialmetalact Primary Slave. De band haalt een platencontract binnen, maar in 2000, net op het moment dat het contract getekend kan worden, krijgt Paul Allender echter een uitnodiging om weer bij Cradle of Filth te komen spelen, die op dat moment zeer succesvol zijn.

## Terugkeer bij Cradle of Filth
Na enkele liveshows met Cradle of Filth in 2000 besluit hij te blijven en hij neemt nog datzelfde jaar het album ‘Midian’ op. Voor dit album neemt Cradle of Filth voor het eerst een videoclip op, voor het nummer ‘Her Ghost In the Fog’ op, waarvan het intro is ingesproken door Doug Bradley (Pinhead uit Hellraiser. Het album werd op Halloween uitgebracht
Na ‘Midian’ wordt Allender samen met zanger Dani Filth de belangrijkste kracht in Cradle of Filth en ontwikkelt hij zich tot de belangrijkste componist van de band. In de loop der jaren verandert het gitaargeluid gestaag en maakt hij meer gebruik van droptuning, downtuning en scoops (die het geluid dood laten vallen na de aanslag van de toon). Hij zou tot 2012 nog zes albums opnemen met Cradle of Filth, maar nadat hij in 2012 naar De Verenigde Staten verhuisd en in 2013 de band White Empress opricht, besluit hij in april 2014 Cradle of Filth wederom te verlaten.

## White Empress
In de band White Empress, die hij volledig zelf formeert, wordt Allender geflankeerd door de klassiek geschoolde zangeres Mary Zimmer, die ook over een deathgrunt en een harde krijs beschikt. Daarnaast krijgt hij voor de opname van de eerste ep hulp van onder meer Cradle of Filth-drummer Martin “Marthus” Škaroupka en Chela Harper (ex Coal Chamber). De eerste ep wordt door crowdfunding gefinancierd met behulp van Pledgemusic.com.
Kort na het verschijnen van de debuut-ep, getitled ‘White Empress’, kondigt Allender zijn vertrek uit Cradle of Filth aan. Met onder meer Zac Morris (ex Ugly Kid Joe op drums Will Graney (Damnation Angels) op toesten, werkt White Empress aan het eerste album ‘Rise Of The Empress’, dat op 29 september 2014 verscheen.

## Endorsement
- Paul Allender heeft een eigen signature gitaar bij PRS Guitars[4], wat voor extreme metal in die tijd een bijzondere keuze was. Zijn eerste PRS kocht hij van het voorschot van het eerste album, waardoor hij geen geld meer over had om voor eten.
- Paul Allender heeft een eigen signature lijn gitaarsnaren bij RotoSound

## Discografie

### Met White Empress
| Titel               | Soort | verschenen |
| ------------------- | ----- | ---------- |
| White Empress       | ep    | 2014       |
| Rise of the Empress | Album | 29-09-2014 |

### Met Cradle of Filth
| Titel                                         | Verschenen | Soort                                |
| --------------------------------------------- | ---------- | ------------------------------------ |
| A Pungent and Sexual Miasma                   | 1992       | Split                                |
| Total Fucking Darkness                        | 1993       | Demo                                 |
| The Principle of Evil Made Flesh              | 1994       | Album                                |
| Midian                                        | 2000       | Album                                |
| Bitter Suites to Succubi                      | 2001       | Ep                                   |
| Heavy Left-Handed and Candid                  | 2001       | Video                                |
| Eleven Burial Masses / Live Bait for the Dead | 2002       | Livealbum                            |
| Babalon A.D.                                  | 2003       | Single                               |
| Damnation and a Day                           | 2003       | Album                                |
| Mannequin                                     | 2003       | Single                               |
| Cradle of Filth                               | 2004       | Single                               |
| Nymphetamine                                  | 2004       | Album                                |
| Devil Woman                                   | 2005       | Single                               |
| Peace Through Superior Firepower              | 2005       | Video                                |
| Thornographic                                 | 2006       | Ep                                   |
| Thornography                                  | 2006       | Album                                |
| Honey And Sulphur                             | 2008       | Single                               |
| Godspeed On The Devil's Thunder               | 2008       | Album                                |
| Darkly, Darkly, Venus Aversa                  | 2010       | Album                                |
| Evermore Darkly (Compilation)                 | 2011       | Album (bestaande nummers met orkest) |
| The Manticore and Other Horrors               | 2012       | Album                                |

### The Blood Divine
| Titel      | Verschenen | Soort  |
| ---------- | ---------- | ------ |
| Promo Tape | 1996       | Demo   |
| Aureole    | 1996       | Single |
| Awaken     | 02-09-1996 | Album  |